# Akio Nakajima
Akio Nakajima (中島 章夫, Nakajima Akio), né le 27 janvier 1936 à Hirakata (préfecture d'Osaka) et mort le 8 juin 2024 à Yokohama (préfecture de Kanagawa), est un homme politique japonais. Membre de le nouveau parti du Japon, nouveau parti pionnier et parti démocrate, il a siégé à la chambre des représentants de 1993 à 1996 et à la chambre des conseillers de 2003 à 2004.
Nakajima meurt à Yokohama le 8 juin 2024, à l'âge de 88 ans.